# Стативко, Жанна Владимировна
Жа́нна Влади́мировна Стати́вко (бел. Жанна Уладзіміраўна Стаціўка; род. 1 апреля 1968, д. Макарово, Каменецкий район, Брестская область, Белорусская ССР, СССР) — белорусский педагог и политический деятель, депутат Палаты представителей Национального собрания Республики Беларусь VI и VII созывов.

## Биография
Родилась 1 апреля 1968 года в д. Макарово Каменецкого района Брестской области.
В 1986 году окончила Брестское специализированное профессионально-техническое училище № 223 торговли. Трудовую деятельность начала контролером-кассиром в магазинах продовольственных товаров Брестского горпищеторга.
В 1991—2009 годах работала в Брестском государственном профессионально-техническом колледже сферы обслуживания воспитателем, председателем профкома учащихся, преподавателем, заместителем директора по учебно-воспитательной работе. В 1993 году окончила Брестский государственный педагогический институт имени А. С. Пушкина по специальности «Педагогика и методика начального обучения».
В 2007 году окончила Академию управления при Президенте Республики Беларусь по специальности «Управление персоналом». С 2009 по 2015 годы работала директором территориального центра социального обслуживания населения Ленинского района Бреста.
В 2015—2016 годах работала заместителем председателя комитета по труду, занятости и социальной защите Брестского облисполкома — начальником управления занятости населения.
Являлась депутатом Брестского городского Совета депутатов, была председателем постоянной комиссии по вопросам социального развития, делам молодежи и ветеранов Брестского городского Совета депутатов, членом президиума Брестского городского Совета депутатов.
Председатель Брестской областной организации «Республиканской партии труда и справедливости».
11 октября 2016 года была избрана депутатом Палаты представителей Национального собрания Республики Беларусь VI созыва по Беловежскому избирательному округу № 8, переизбрана 17 ноября 2019 года.

## Депутат Палаты представителей

### VI созыв (11 октября 2016 — 6 декабря 2019)
Во время функционирования Палаты представителей VI созыва являлась членом Постоянной комиссии по труду и социальным вопросам.
Законопроекты:
- Декрет Президента Республики Беларусь от 11 сентября 2017 года № 6 «Об изменении Декрета Президента Республики Беларусь»;
- «О ратификации Соглашения между Правительством Республики Беларусь и Правительством Республики Казахстан о производственной и научно-технической кооперации организаций оборонных отраслей промышленности»[3].

### VII созыв (с 6 декабря 2019)
Во время функционирования Палаты представителей VII созыва является заместителем председателя Постоянной комиссии по труду и социальным вопросам.
Законопроекты:
- Декрет Президента Республики Беларусь от 9 апреля 2020 года № 1 «Об изменении декретов Президента Республики Беларусь»;
- «Об изменении законов по вопросам пенсионного обеспечения и государственного социального страхования».

## Выборы
| Кандидат                    | Кандидат                    | Субъект выдвижения                                  | Голосов | %    |
| --------------------------- | --------------------------- | --------------------------------------------------- | ------- | ---- |
|                             | Стативко Жанна Владимировна | Республиканская партия труда и справедливости       | 35 470  | 66,0 |
|                             | Кощево Михаил Александрович | Беспартийный                                        | 8 838   | 16,5 |
|                             | Марчук Алексей Васильевич   | Белорусская социал-демократическая партия (Грамада) | 3 344   | 6,2  |
| Против всех                 | Против всех                 | Против всех                                         | 5 350   |      |
| Недействительных бюллетеней | Недействительных бюллетеней | Недействительных бюллетеней                         | 705     |      |
| Всего                       | Всего                       | Всего                                               | 62 455  | 100  |
| Явка избирателей            | Явка избирателей            | Явка избирателей                                    | 53 707  | 86,0 |

| Кандидат                    | Кандидат                    | Субъект выдвижения                                  | Голосов | %     |
| --------------------------- | --------------------------- | --------------------------------------------------- | ------- | ----- |
|                             | Стативко Жанна Владимировна | Республиканская партия труда и справедливости       | 35 246  | 65,59 |
|                             | Понкратова Анна Ивановна    | Беспартийная                                        | 8 010   | 14,91 |
|                             | Петрусевич Фёдор Иванович   | Белорусская социал-демократическая партия (Грамада) | 4 096   | 7,62  |
| Против всех                 | Против всех                 | Против всех                                         | 5 792   |       |
| Недействительных бюллетеней | Недействительных бюллетеней | Недействительных бюллетеней                         | 591     |       |
| Всего                       | Всего                       | Всего                                               | 60 014  | 100   |
| Явка избирателей            | Явка избирателей            | Явка избирателей                                    | 53 735  | 89,54 |

## Личная жизнь
Замужем, имеет сына.

## Награды
- звание «Человек года Брестчины» (2012).
- Почетная грамота Национального собрания Республики Беларусь.
- Благодарственное письмо Президента Республики Беларусь.
- Грамоты и благодарности Брестского областного исполнительного комитета, Брестского городского Совета депутатов, администрации Ленинского района Бреста.
- Почётная грамота Совета Межпарламентской Ассамблеи государств — участников Содружества Независимых Государств (21 ноября 2019 года, Межпарламентская ассамблея СНГ) — за активное участие в деятельности Межпарламентской Ассамблеи и её органов, вклад в укрепление дружбы между народами государств — участников Содружества Независимых Государств[6].